# 陳淮 (嘉靖戊戌進士)
陳淮（1502年—1594年），字東之，號螺江，福建福州府閩縣人，民籍，明朝政治人物。同進士出身。

## 生平
嘉靖七年（1528年）戊子科福建鄉試第三十四名舉人。曾任山東濮州學正。嘉靖十七年（1538年）中式戊戌科會試第九十五名，登第三甲第十名進士。歷官杭州府、常州府推官。

## 家族
曾祖陳曄，舉人署教諭事；祖父陳祥，驛丞；父陳鏼，母林氏；繼母葉氏。具庆下。弟陳灌。